# حجلان بردكسية
حجلان بردكسية (الإسم العلمي:Perdix)، هو جنس من الطيور يتبع فصيلة التدرجية من رتبة الدجاجيات.

## الأنواع
أنواع الحجلان البردكسية:
- حجل رمادي (Perdix perdix)
- حجل داورين (Perdix daurica)
- حجل التبت (Perdix hodgsoniae)